# Oliver Kyr
Oliver Kyr, bürgerlicher Name Oliver Kühr (* 4. September 1970 in Freiburg im Breisgau) ist ein deutscher Autor und Filmemacher.

## Leben
Kyr wuchs in Überlingen auf und absolvierte 1990 sein Abitur. Rund zwei Jahrzehnte lang besaß er eine Werbeagentur in Stuttgart; zu seinen Kunden gehörten internationale Konzerne. Nach einem Burnout beschloss er, seinen Lebensstil zu ändern. Seit 2015 macht er mit seiner Familie – die er Pegasus family nennt – ausgedehnte Reisen, um mit seinen Filmen und Büchern Bewusstsein zu wecken: für die Tatsache, dass alles Leben auf der Erde unsere Familie ist.
In seinen Büchern erzählt Kyr von Erfahrungen jenseits dessen, was wir Realität nennen. Seine Novelle Audrey und der Tod erzählt vom Tod, der sich unglücklich verliebt, während Meine Freundin Scarlett vom kleinen Ole erzählt, dessen Hund auf einmal nicht mehr da ist. In Ascheland entwarf Kyr die düstere Vision eines Deutschlands nach dem hypothetischen „Dritten Weltkrieg“ und stellt die Frage: „Wenn wir unsere Kinder so sehr lieben, warum zerstören wir dann ihre Zukunft?“ Ascheland wurde mit dem silbernen Skoutz Book Award ausgezeichnet.
Kyrs Spielfilm The Big Black handelt von der Reise in die Seele eines Schuld geplagten jungen Mannes. Der Film gewann u. a. den Goldenen Pegasus für die beste Regie beim Internationalen Filmfestival von Korinth (Griechenland). Die Filmtrilogie One Planet. One Family erzählt von unseren Brüdern und Schwestern auf der Erde: Citizen Animal von den Tieren und Root Republic von Bäumen und Pflanzen, der dritte Teil soll 2020 erscheinen.

## Veröffentlichungen
- Audrey und der Tod..Eine düstere Liebesgeschichte aus der kleinen Bibliothek des Todes. Noel-Verlag, Oberhausen 2011, ISBN 978-3-942802-15-4.
- mit Elmar Matt: Meine Freundin Scarlett. Ein Kinderbuch. Noel-Verlag, Oberhausen 2012, ISBN 978-3-942802-98-7.
- Rendezvous mit Eve, Red Iguana Pictures Verlag GmbH, Stuttgart 2014, ISBN 978-3-9817117-0-7.
- Ascheland, Abacus Verlag, Hamburg, 2016, ISBN 978-3-86282-448-9.
- Meine Engel sind Grün. Wendorf-Verlag, ISBN 978-3-9821300-8-8.
- Der Heldenmythos: Die psychologische Bedeutung von Helden. Books on Demand. ISBN 978-3-8482-2118-9.

## Filmografie
- 2006: Bad Water
- 2007: Der Weltenbauer
- 2009: Sympathie für den Tod
- 2011: The Big Black
- 2013: Ein Engel für Julia
- 2018: Citizen Animal – A Small Family’s Quest for Animal Rights
- 2019: Root Republic
- 2019: Cuando me morí, Kurzfilm über den mexikanischen Tag der Toten